# Magnolia ventii
Magnolia ventii este o specie de plante din genul Magnolia, familia Magnoliaceae. A fost descrisă pentru prima dată de N.V.Tiep, și a primit numele actual de la Venkatachalam Sampath Kumar. Conform Catalogue of Life specia Magnolia ventii nu are subspecii cunoscute.